# Vallone Freddo
Vallone Freddo este o arie protejată (arie specială de conservare — SAC, sit de importanță comunitară — SCI) din Italia întinsă pe o suprafață de 187 ha, integral pe uscat.

## Localizare
Centrul sitului Vallone Freddo este situat la coordonatele 39°22′28″N 16°34′13″E / 39.374444°N 16.570278°E.

## Înființare
Situl Vallone Freddo a fost declarat sit de importanță comunitară în septembrie 1995 pentru a proteja 5 specii de animale. Situl a fost protejat și ca arie specială de conservare în aprilie 2016.

## Biodiversitate
Situată în ecoregiunea mediteraneană, aria protejată conține 5 habitate naturale: Liziere de ierburi înalte hidrofile de câmpie și de nivel montan până la alpin, Păduri aluvionare cu Alnus glutinosa și Fraxinus excelsior (Alno-Padion, Alnion incanae, Salicion albae), Cursuri de apă de la nivel de câmpie la nivel montan, cu vegetație Ranunculion fluitantis și Callitricho-Batrachion, Păduri de fag din Apenini cu Abies alba și păduri de fag cu Abies nebrodensis, Păduri de pin (sub-) mediteraneene cu pini negri endemici.
La baza desemnării sitului se află mai multe specii protejate:
- păsări (2): ciocănitoare neagră (Dryocopus martius), forfecuță gălbuie (Loxia curvirostra)
- mamifere (1): lupul (Canis lupus)
- nevertebrate (2): Cordulegaster trinacriae, Cucujus cinnaberinus

Pe lângă speciile protejate, pe teritoriul sitului au mai fost identificate 7 specii de plante, 2 specii de amfibieni, 4 specii de mamifere, 5 specii de nevertebrate.